# AutoFest
De naam en het concept AutoFest (samentrekking auto en festival) komen oorspronkelijk uit de Verenigde Staten en staan synoniem voor grootschalige, meestal outdoor-evenementen in de autobranche. Vaak met wisselende thema’s, maar altijd met de auto en zijn liefhebbers als middelpunt.
In Europa worden diverse autofests georganiseerd, maar deze hebben dan vaak andere benamingen. Voorbeelden zijn de jaarlijkse Wörthersee Tour (Duitsland), Donny Show (Donington, Verenigd Koninkrijk) en DHB (Denemarken).
In Nederland is AutoMaxx Summeredition het evenement dat als AutoFest betiteld kan worden. Dit evenement vindt jaarlijks in de zomer plaats op het evenemententerrein bij Walibi World. 
Dit terrein is met name bekend geworden door andere evenementen als LowLands en de Opwekking.